# Schlierfermühle
Schlierfermühle (auch „Schlierfmühle“, 1836) ist ein Gemeindeteil der Gemeinde Sengenthal im Landkreis Neumarkt in der Oberpfalz in Bayern.

## Lage
Die Einöde Schlierfermühle liegt westlich vor der Albstufe des Oberpfälzer Jura und westlich des Betonsteinwerkes Bögl an dem der Sulz zufließenden Wiefelsbach. Dieser betrieb das Mühlrad für den einen Mahlgang (so 1836). Schlierfermühle ist zu erreichen über eine Gemeindeverbindungsstraße zwischen der Bundesstraße 299 im Osten und dem Sengenthaler Gemeindeteil Stadlhof im Westen.

## Geschichte
Für 1670 ist in einer Zehentbeschreibung der Pfarrei St. Peter und Paul Berngau überliefert, dass der Klein- und Großzehent der Mühle dem Kurfürsten zukommt und nicht der Pfarrei mit ihrer Filiale St. Nikolaus Reichertshofen, in die die Mühle gepfarrt war. Wie lange die Mühle vor 1670 bestand, ist nicht bekannt. Benannt ist die Mühle wohl nach der Müllerfamilie Schlierf, die sich auch auf anderen Mühlen nachweisen lässt; ein Fritz Schlierf, Bürger zu Neumarkt, ist bereits 1390 nachgewiesen. Zur Schlierfermühle gehörte die Schlierferhaide, bis diese mit ihrem Einödhof vor 1938 Ortsteil der Gemeinde Sengenthal wurde (1938: 2 Einwohner).
Am Ende des Alten Reiches, um 1800, gehörte die Mühle der Müllerfamilie Schlierf zur Oberen Hofmark Berngau und unterstand hochgerichtlich dem herzoglich-baierischen Schultheißenamt Neumarkt.
Im Königreich Bayern wurde zwischen 1810 und 1820 der Steuerdistrikt Forst, dann die gleichnamige Ruralgemeinde des Rentamtes Neumarkt gebildet, die aus Forst selber, Braunshof, Rocksdorf und Stadlhof bestand. In diese Gemeinde wurde die Gemeinde Wiefelsbach des Steuerdistrikts Reichertshofen mit ihren zehn Einöden integriert, nämlich die Schlierfermühle, die Schmidmühle, die Kindlmühle, die Kastenmühle, die Birkenmühle, die Braunmühle, der Dietlhof, die Gollermühle, die Ölkuchenmühle und die Seitzermühle.
Gemäß der Volkszählung vom 1. Dezember 1871 bestand die „Schlierfmühle“, einer der zehn Orte der Gemeinde Forst im Landgericht Neumarkt, aus sechs Gebäuden und hatte zehn Einwohner; an Großvieh waren fünf Pferde und 28 Stück Rindvieh vorhanden. 1883 übernahmen die Schlierfermühle und die Gollermühle die pfarrliche Abgabe „Läutgarbenreichnis“ der gerade abgebrochenen Kindlmühle. 1897 erwarb die Schlierfermühle der Nürnberger Gasthofbesitzer Friedrich Gößwein. 1947 ersetzte eine Turbine das Mühlrad. Der Mahlbetrieb wurde 1957 aufgegeben, nicht aber die Landwirtschaft. 1992 kam zu dieser ein Recycling- und Kompostier-Unternehmen hinzu.
1964, also kurz vor der Gebietsreform in Bayern, bestand die Gemeinde Forst aus 14 Gemeindeteilen, darunter die Schlierfermühle und die Schlierferhaide.

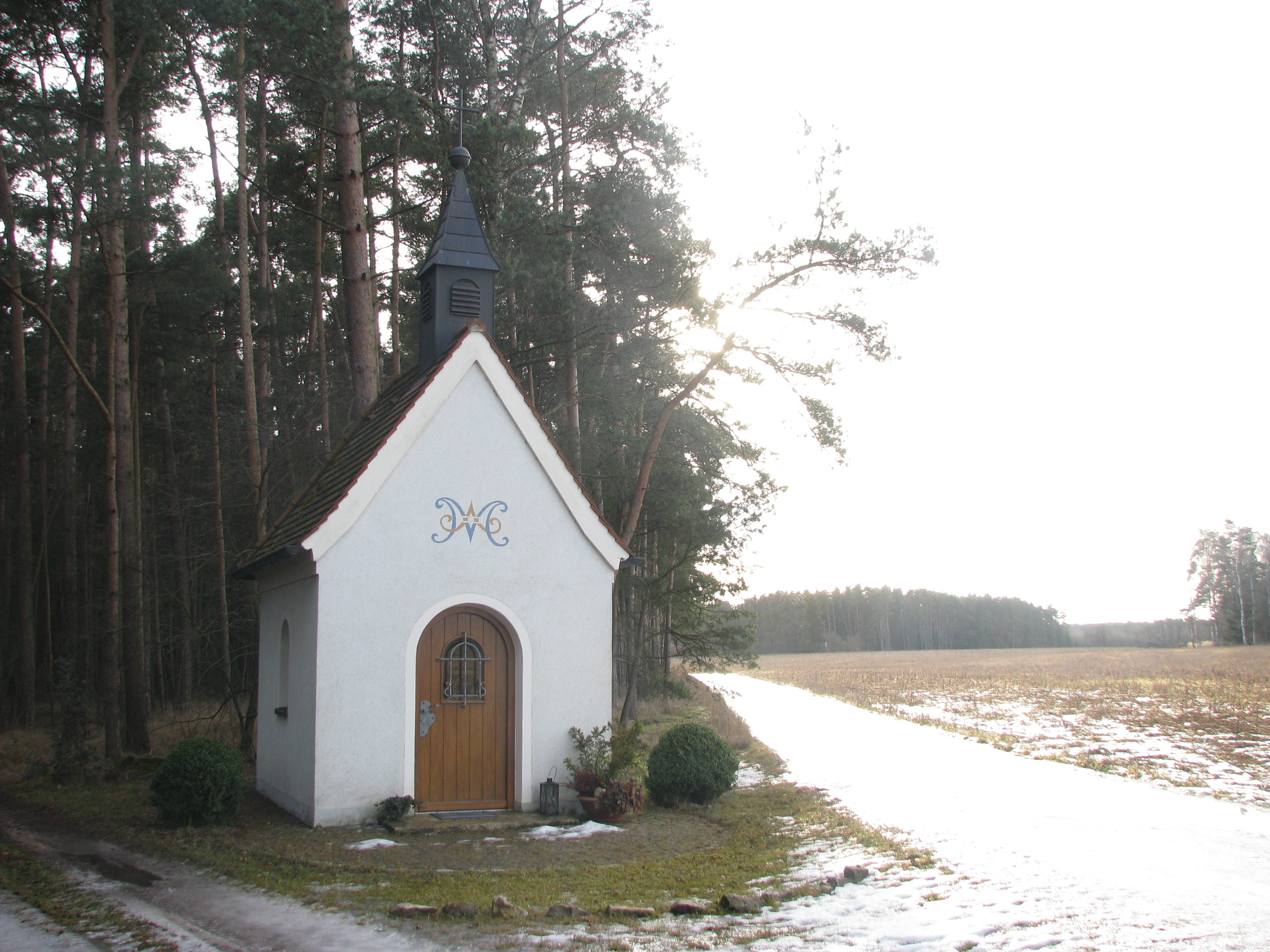
Kapelle zur Hl. Familie

Das Mühlengebäude, ein zweigeschossiger Bau mit einem Schopfwalmdach, stammt aus der ersten Hälfte des 19. Jahrhunderts und gilt als Baudenkmal. Unweit des Mühlenanwesens errichteten die Mühlenbesitzer im Jahr 2000 eine Kapelle mit Dachreiter und mit einem geschnitzten Altarbild der Heiligen Familie.

### Einwohnerzahlen
- 1830: 06 (1 Haus)[13]
- 1836: 15 (1 Haus)[14]
- 1861: 09 („Schlirfmühle“, 3 Gebäude)[15]
- 1871: 10[16]
- 1938: 09 (Schlierferhaide: 2)[17]
- 1961: 11 (2 Wohngebäude einschließlich der Ansiedelung Schlierferhaide)[18]
- 1987: 08 (1 Wohngebäude, 2 Wohnungen; Schlierferhaide: 6 Einwohner, 1 Wohngebäude)[1]